# Четиридесет и седемте ронини
Вижте пояснителната страница за други значения на Четиридесет и седемте ронини.
Четиридесет и седемте ронини (на японски: 四十七士) е японска легенда, основана на действителни събития от началото на XVIII век.
Историята описва група самураи, останали без господар и превърнати в ронини, след като техният даймьо Асано Наганори е принуден да извърши сепуку, след като напада придворния Кира Йошинака. След продължило две години изчакване и внимателно планиране, ронините отмъщават за смъртта на господаря си, като убиват Кира, Висшия съд издава присъда, която обявила отмъщението им за престъпление и им нарежда да извършат сепуку.
Легендата за четиридесет и седемте ронини става особено популярна в края на 19 век и претърпява множество художествени интерпретации във вид на театрални пиеси, романи и филми. Тя се превръща в пример за морални качества, като вярност, саможертва, упоритост и чест, централни за самурайския кодекс бушидо.

## В популярната култура
Четиридесет и седемте ронини – филм от 1962 г.
За легендата се споменава и в американския трилър Ронин от 1998 г.
47 ронина – филм на Universal Studios от 2013 г.